# 让西尼
让西尼（法語：Jancigny，法語發音：[ʒɑ̃siɲi]）是法国科多尔省的一个市镇，属于第戎区。

## 地理
让西尼（47°23'1"N, 5°24'29"E）面积6.95 平方千米，位于法国勃艮第-弗朗什-孔泰大區科多尔省，该省份为法国中东部省份，北起奥布省，西接涅夫勒省和约讷省，南至索恩-卢瓦尔省，东南接汝拉省，东临上索恩省，东北部与上马恩省接壤。
与让西尼接壤的市镇（或旧市镇、城区）包括：勒内沃、舍日、圣索沃尔、塔尔迈。

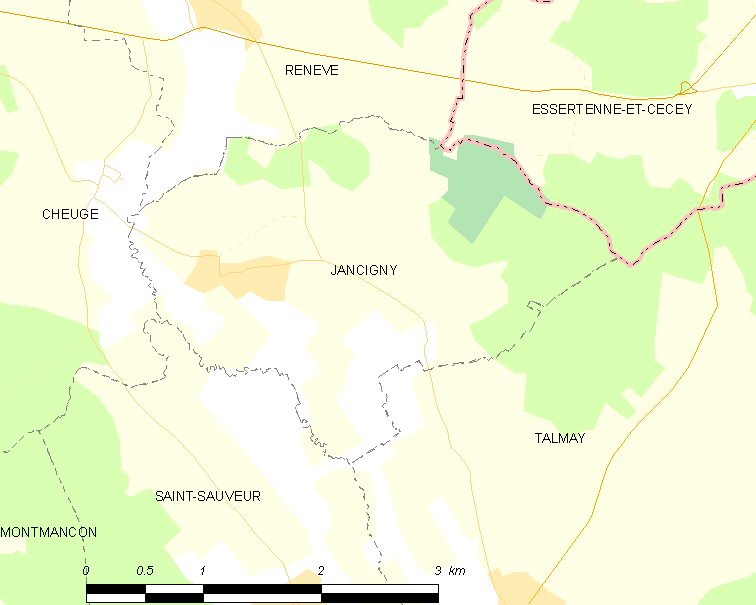
让西尼的OSM定位图

让西尼的时区为UTC+01:00、UTC+02:00（夏令时）。

## 行政
让西尼的邮政编码为21310，INSEE市镇编码为21323。

## 政治
让西尼所属的省级选区为圣阿波利奈尔县。

## 人口

1962-2008年间让西尼人口变化图示

让西尼于2022年1月1日时的人口数量为153人。